# Loma de San Jerónimo
Loma de San Jerónimo, även Ampliación Santo Domingo, är en ort i Mexiko, tillhörande kommunen Tecámac i delstaten Mexiko. Loma de San Jerónimo ligger i den centrala delen av landet och tillhör Mexico Citys storstadsområde. Orten hade 212 invånare vid folkmätningen 2010.